# CB Axarquía
Club Baloncesto Axarquía (kurz: CB Axarquía) ist ein spanischer Basketballverein aus Torre del Mar, einem Teil von Vélez-Málaga in der „Comarca“ Axarquía. Der Verein firmiert auch unter dem Sponsorennamen („Instituto Oftalmológico“) Clínicas Rincón.

## Geschichte
Der Verein wurde 1988 gegründet. In den Anfangsjahren spielte man in den unterklassigen Basketball-Ligen Spaniens. In der Saison 2004/05 gelang der Aufstieg in die dritte Liga.
Drei Jahre später schaffte man den Sprung in die Zweitklassigkeit, in der die Mannschaft sich drei Jahre lang halten konnte und in der Saison 2008/09 die Play-offs um den Aufstieg in die Liga ACB erreichte. Dort scheiterte das Team im Viertelfinale.
Die Mannschaft fungierte eine Zeit lang als Reserveteam des Erstligisten und mehrfachen Euroleague-Teilnehmers Unicaja Málaga. Als der Erstliga-Verein zwischenzeitlich die Kooperation beendete, musste die Mannschaft von Clínicas Rincón die Liga Española de Baloncesto (LEB) verlassen und einen Neuaufbau in den spanischen Amateurligen (EBA) versuchen. Mit dem Aufstieg 2012 in die drittklassige „LEB Plata“ erreichte Clínicas Rincón aber bereits wieder die professionellen Spielklassen in Spanien.

## Halle
Neben der 900 Zuschauer fassenden Halle „Maestro Salvador Sánchez“ in Torre del Mar trägt die erste Herrenmannschaft ihre Spiele in der vereinseigenen Halle „Los Guindos“ von Unicaja Málaga aus.

## Bekannte ehemalige Spieler
- Ognjen Kuzmić (2011–2012)
- Álex Abrines (2010–2011)
- Nedžad Sinanović (2009–2011)